# فنان قصص مصورة
فنان القصص المصورة، أو رسام الكاريكاتير، أو صانع الرسوم الهزلية، أو فنان الكتاب الهزلي، أو فنان الروايات المصورة، (بالإنجليزية: Cartoonist)‏، هو فنان بصري، متخصص في رسم الرسوم المتحركة (الصور الفردية)، أو القصص المصورة (الصور المتسلسلة).
يشمل رسامي الكاريكاتير، الفنانين الذين يتعاملون مع جميع جوانب العمل، وأولئك الذين يساهمون فقط بجزء من الإنتاج.
قد يعمل رسامو الكاريكاتير، في العديد من التنسيقات، مثل الكتيبات، والقصص المصورة، والرسوم الهزلية، والكرتون السياسي، والروايات المصورة، والرسوم المتحركة، والرسوم التوضيحية، ودليل المستخدم، والملصقات، والقمصان، والإعلانات، وبطاقات التهنئة، والمجلات، والصحف، والتغليف.

## التاريخ
لقد سخر الكاتب الإنجليزي، ورسام الكاريكاتير، ويليام هوجارث، الذي ظهر في القرن الثامن عشر، من السياسة، والعادات المعاصرة. غالبًا ما يشار إلى الرسوم التوضيحية، في مثل هذا الأسلوب، باسم «هوغارثيان».
بعد أعمال هوغارث، بدأت الرسوم الكاريكاتورية السياسية، في التطور في إنجلترا، في الجزء الأخير من القرن الثامن عشر، تحت إشراف أكبر مؤيديها ، جيمس جيلري وتوماس راولاندسون، وكلاهما من لندن.
استكشف جيلري استخدام الكاريكاتير، وسيلة للهجاء، ودعا الملك (جورج الثالث)، ورؤساء الوزراء، والجنرالات للمساءلة، وتمت الإشارة إليه على أنه والد الرسوم الكاريكاتورية السياسية.